# Kasztor (keresztnév)
A Kasztor görög eredetű férfinév, jelentése: önmagát kitüntető. A latin castor szó jelentése hód.

## Gyakorisága
Az 1990-es években szórványos név, a 2000-es években nem szerepel a 100 leggyakoribb férfinév között.

## Névnapok
- július 7.[2]
- november 8.[2]

## Híres Kasztorok
Castor (és Pollux). Zeusz és Léda fiai. Az ikrek csillagkép két legfényesebb csillaga.